# Central Jersey Splash
Central Jersey Splash war ein kurzlebiges US-amerikanisches Frauenfußball-Franchise mit Sitz in New Jersey.

## Geschichte
Das Franchise stieg zur Saison 1997 in den Spielbetrieb der USL W-League ein. In ihrer ersten Saison schloss das Team mit neun Punkten auf dem vierten Platz der Central Atlantic Division ab. Zur nächsten Saison wechselte das Team innerhalb der Liga in die schwächere W-2 Division, wo man in der North Division mit 15 Punkten den dritten Platz belegte. Nach einem erneuten dritten Platz in der Saison 1999 erreichte man zwar erstmals die Playoffs, schied dort jedoch direkt mit 3:4 nach Elfmeterschießen gegen New York Magic aus. Anschließend wurde das Franchise auch aufgelöst.